# 생클루

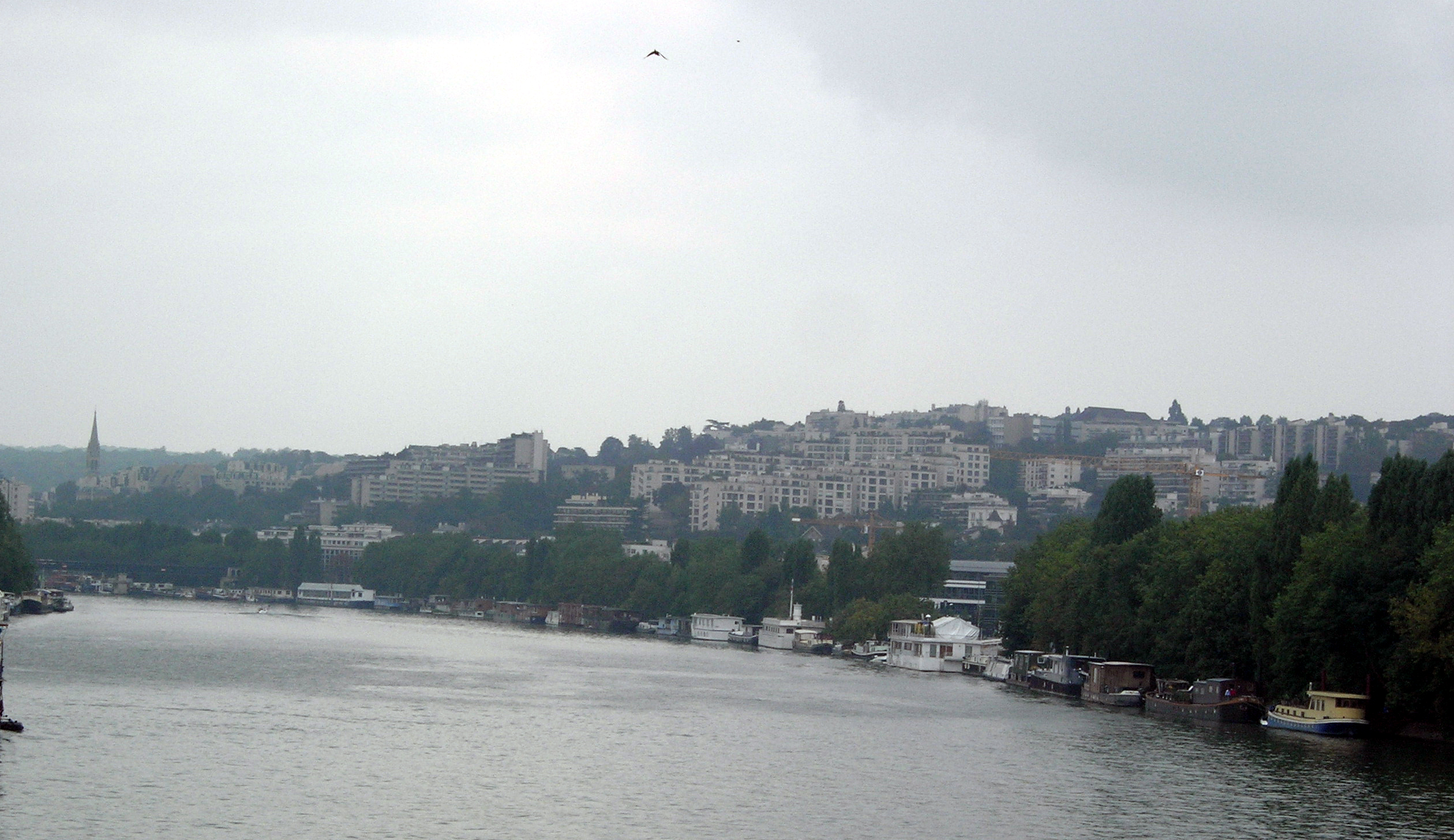
센강에서 본 생클루

생클루(프랑스어: Saint-Cloud)는 프랑스 일드프랑스 오드센주에 위치한 도시로 면적은 7.56km2, 인구는 29,981명(2006년 기준), 인구 밀도는 4,000명/km2이다. 파리 서부 교외에 위치하며 파리 도심에서 9.6km 정도 떨어진 곳에 위치한다.

## 역사
고대에 노비겐툼(Novigentum)이라는 이름의 상업 지구가 건설되었다. 도시 이름은 클로비스 1세의 손자인 성(聖) 클로도알드에서 유래된 이름이다. 1572년에 건설된 생클루 성은 프랑스 혁명 이전까지 프랑스의 지배자의 관저로 사용되었다.
1799년에는 나폴레옹 보나파르트가 이 곳에서 브뤼메르 18일 쿠데타를 일으켰고 프로이센-프랑스 전쟁 중이던 1870년에는 생클루 성이 파괴되었다. 1966년부터 1986년 리옹으로 이전하기 전까지는 국제형사경찰기구(인터폴) 본부가 있었다.

## 인구
| 연도 | 인구  | ±% p.a. |
| ---- | ----- | ------- |
| 1793 | 2,042 | —       |
| 1800 | 1,660 | −2.92%  |
| 1806 | 2,360 | +6.04%  |
| 1821 | 1,953 | −1.25%  |
| 1831 | 1,935 | −0.09%  |
| 1836 | 2,316 | +3.66%  |
| 1841 | 3,417 | +8.09%  |
| 1846 | 3,457 | +0.23%  |
| 1851 | 3,828 | +2.06%  |
| 1856 | 4,405 | +2.85%  |
| 1861 | 5,611 | +4.96%  |
| 1866 | 5,248 | −1.33%  |
| 1872 | 8,956 | +9.32%  |
| 1876 | 4,862 | −14.16% |
| 1881 | 4,126 | −3.23%  |
| 1886 | 5,380 | +5.45%  |
| 1891 | 5,660 | +1.02%  |
| 1896 | 6,374 | +2.40%  |

| 연도 | 인구   | ±% p.a. |
| ---- | ------ | ------- |
| 1901 | 7,195  | +2.45%  |
| 1906 | 8,354  | +3.03%  |
| 1911 | 9,725  | +3.09%  |
| 1921 | 11,921 | +2.06%  |
| 1926 | 13,519 | +2.55%  |
| 1931 | 16,341 | +3.86%  |
| 1936 | 16,597 | +0.31%  |
| 1946 | 17,614 | +0.60%  |
| 1954 | 20,671 | +2.02%  |
| 1962 | 26,472 | +3.14%  |
| 1968 | 28,158 | +1.03%  |
| 1975 | 28,139 | −0.01%  |
| 1982 | 28,561 | +0.21%  |
| 1990 | 28,597 | +0.02%  |
| 1999 | 28,157 | −0.17%  |
| 2007 | 29,542 | +0.60%  |
| 2012 | 29,436 | −0.07%  |
| 2017 | 29,973 | +0.36%  |

|  | 기술적 문제로 인해 그래프를 일시적으로 사용할 수 없습니다. 파브리케이터와 미디어위키 위키에 더 자세한 정보가 있습니다. |